# 文殊師利大乗仏教会
文殊師利大乗仏教会（もんじゅしりだいじょうぶっきょうかい、英語: Mañjuśrī Mahāyāna Buddhist Association, MMBA）は、広島県中区を本拠地とする、チベットに関する文化交流事業、研究事業、情報発信事業を行なっている一般社団法人。
かつては広島県の高野山真言宗龍蔵院内に置かれていた、チベット仏教の交流・活動拠点・窓口である「チベット仏教ゲルク派総本山デプン大僧院・ゴマン学堂日本事務局」、及び、日本で初めてにして唯一（2012年2月現在）の正式かつ本格的なチベット仏教僧院だった「龍蔵院デプン・ゴマン学堂日本別院」の運営に携わっていた。

## 概要
1998年10月に、東洋文庫の研究員であった元ゴマン学堂長のケンスル・リンポチェを囲み、チベット仏教・大乗仏教への理解を深めるための任意団体として発足。2001年に、拠点を広島県に移す。2003年に、高野山真言宗の牛田山龍蔵院を依所とし、日本の伝統宗派との交流事業や、チベット仏教の教義体系を紹介する活動を行う。
2004年7月に、龍蔵院内に4人の比丘からなる正式なチベット僧院である「龍蔵院デプン・ゴマン学堂日本別院」を開創し、その後もゴマン学堂から数名の僧侶を招請しながら活動を行う。2006年、2010年に、ダライ・ラマ14世による説法会を開催。2011年8月3日に一般社団法人化。
2019年8月には、交流のある大聖院の支援の下、同じ広島市内の真光院（広島新四国八十八ヶ所霊場10番）へと僧院機能を移した。
2021年9月には、本部事務局を龍蔵院内より、広島県広島市中区へ移転した。

## 組織名の由来
組織名の文殊師利（マンジュシュリー、文殊菩薩）は、『般若経』で空性を説いたり、『維摩経』で智慧の化身として現れるなど、大乗仏教・中観思想を象徴する菩薩であり、「チベットと日本という同じ大乗仏教を共有する仲間」を表現するために、組織名に入れられている。ちなみに、この文殊菩薩は、ゲルク派の宗祖であるツォンカパの修行時代に、様々な啓示をもたらした菩薩としても知られている。

## 活動
3つのミッションとして、以下の3つを掲げている。
1. 奨学・人材育成事業 - デプン・ゴマン学堂の僧侶たちの支援
2. 交流促進事業 - デプン・ゴマン学堂の僧侶たちと日本における伝統仏教各派および各種団体との交流促進活動
3. 教育研究推進事業 - デプン・ゴマン学堂に伝わる教理・伝統の情報提供

## 略歴
- 1998年10月 - 任意団体として東京都新宿区で発足。
- 2000年 - 「デプン・ゴマン学堂日本事務局」を設置
- 2001年 - 広島県に拠点を移す。
- 2003年 - 高野山真言宗・牛田山龍蔵院（広島市東区）を依拠とする。
- 2004年7月 - 「龍蔵院デプン・ゴマン学堂日本別院」を設定。
- 2011年8月 - 一般社団法人化。
- 2019年8月 - 僧院機能を真光院（広島市西区）へと移転。
- 2021年9月 - 本部事務局を広島市中区へと移転。